# Afromastax alticeps
Afromastax alticeps är en insektsart som först beskrevs av Bolívar, I. 1908.  Afromastax alticeps ingår i släktet Afromastax och familjen Thericleidae. Inga underarter finns listade i Catalogue of Life.